# Mpho Links
Mpho Links (Sudáfrica, 20 de junio de 1995) es un atleta sudafricano, especialista en la prueba de salto de altura, en la que logró ser medallista de bronce africano en 2018

## Carrera deportiva
En el Campeonato Africano de Atletismo de 2018 celebrado en Asaba (Nigeria) ganó la medalla de bronce en el salto de altura, con un salto de 2.15 metros, quedando situado en el podio tras el keniano Mathew Sawe (oro con 2.30 metros, récord nacional) y su compatriota Chris Moleya (plata con 2.26 metros).